# Ours (pjesma Taylor Swift)
""Ours" je pjesma koju je napisala i snimila američka kantautorica Taylor Swift za deluxe izdanje svog trećeg studijskog albuma, Speak Now (2010.). Big Machine Records ga je 5. prosinca 2011. pustio na američki Country Radio kao posljednji singl s albuma. Pjesmu su producirali Chad Carlson i Nathan Chapman. "Ours" je country pop balada s produkcijom pod utjecajem folka. Stihovi opisuju otpornost mladog para da zaštiti svoju vezu unatoč tuđem nadzoru.
Singl je podržan glazbenim spotom koji je režirao Declan Whitebloon sa Zachom Gilfordom. Swift je pjesmu izvela uživo na dodjeli nagrada Country Music Association Awards 2011. i uključila ju je na koncerte svoje svjetske turneje "Speak Now World Tour".

## Pozadina
Taylor Swift započela je rad na svom trećem studijskom albumu, Speak Now (2010.), dvije godine prije njegova izlaska. "Ours" je bonus pjesma na deluxe izdanju albuma, koje je bilo dostupno isključivo putem trgovine Target (hr. Meta) u Sjedinjenim Državama. Big Machine Records je 8. studenog 2011. izdao "Ours" za preuzimanje putem US iTunes Storea. Promotivni CD singl objavljen je 21. studenog 2011.; CD singl uključuje pjesmu i snimljenu live izvedbu "Ours". Pjesma je objavljen na američkom country radiju kao šesti i posljednji singl s albuma 5. prosinca 2011.
Swift je sama napisala "Ours", koju su producirali Chad Carlson i Nathan Chapman. Pjesma je country pop balada s produkcijom pod utjecajem folka. U usporedbi s drugim pjesmama Speak Now, "Ours" ima nenametljivu produkciju koja ističe Swiftin vokal. Stihovi opisuju otpornost mladog para da zaštiti svoju vezu unatoč tuđem nadzoru. Prvi stih koji je Swift napisala za pjesmu bio je: "Ulozi su visoki, voda je nemirna."

## Zasluge i osoblje
- Taylor Swift – glavni vokal, tekstopisac
- Brian David Willis – dodatni inženjering
- Bryan Sutton – 12-žičana gitara, ukulele
- Chad Carlson – snimanje, producent
- Drew Bollman – asistent miksanja
- Emily Mueller – asistentica produkcije
- Hank Williams – mastering
- Jason Campbell – koordinator produkcije
- Justin Niebank – miksanje
- Matt Rausch – asistent miksanja
- Nathan Chapman – producent, snimanje, akustična gitara, audio programiranje, Rhodes klavir, harmonijski vokal, dodatni inženjering
- Steve Blackmon – asistent miksanja
- Matt Rausch – prateći vokal, producent, pisac
- Tristan Brock-Jones – pomoćni inženjer
- Todd Tidwell – pomoćni inženjer
- Whitney Sutton – koordinatorica kopiranja

## Ljestvice
| Ljestvice                  | Najviša pozicija |
| -------------------------- | ---------------- |
| Australija                 | 91               |
| Kanada                     | 68               |
| Sjedinjene Američke Države | 13               |
| Ujedinjeno Kraljevstvo     | 181              |